# Sojuz TMA-17M
Sojuz TMA-17M (ryska: Союз ТMA-17M) var en flygning i det ryska rymdprogrammet. Flygningen transporterade Oleg Kononenko, Kimiya Yui och Kjell N. Lindgren till Internationella rymdstationen.
Farkosten sköts upp från Kosmodromen i Bajkonur, den 22 juli 2015, med en Sojuz-FG-raket. Dockningen skede endast några timmar efter starten.
Den 11 december lämnade farkosten rymdstationen. Några timmar senare återinträdde den i jordens atmosfär och landade i Kazakstan.
I och med att farkosten lämnade rymdstationen var Expedition 45 avslutad.